# Maison forte d'Agencourt
Château d'Agencourt
Centre de la seigneurie d'Agencourt, le château d'Agencourt est une maison forte du XIIIe siècle, reconstruite vers 1650, situé sur la commune éponyme, dans le département de la Côte-d'Or.

## Localisation
Le château est situé à l'extrémité occidentale du village d'Agencourt à l'est de Nuits-Saint-Georges.

## Historique
En 1280, Nicolas de Corberon ou Courbeton reconnait détenir en fief la troisième partie des dîmes d'Agencourt. La seigneurie est au XVe siècle, possession de la famille de Vichy,, puis possession des seigneurs de Saint-Martin d'Agencourt, qui la garderont jusqu'en 1705 au décès sans descendance de François de Saint-Martin. Elle passe, par le mariage en 1710 de Gabrielle-Claudine-Marguerite de Saint-Martin d'Agencourt, au marquis de Spada. Se succèdent Jacques Pelletier de Cléry, la famille des Du Plessis, et de 1779 à la Révolution française, les Desormes-Duplessis.
En 1320, la maison forte est appelée « maison », en 1422 « château », en 1424 « maison forte », « forteresse » en 1433 et 1470, avec pont-levis, fossés, tours et autres fortifications, et en 1539 « maison seigneuriale »,, avant de devenir au XVIIe siècle un relais de chasse. Au XIXe siècle, s'y établit un noviciat des sœurs de Saint Joseph d'Oullins, dans les bâtiments reconstruits vers 1650 et au XXe siècle, elle devient Maison familiale rurale.
L'écurie de 1643, qui possède des voûtes plein cintre soutenues par une vingtaine de colonnettes fait l’objet d’une inscription au titre des monuments historiques depuis le 9 janvier 1991.

## Description
De la maison forte, il ne reste qu'un vestige des fossés, une grosse tour ronde, un corps de bâtiment du début du XVIIe siècle, l'écurie et un blason en partie martelé daté de 1607. Le château se compose d'une plate-forme arrondie ceinte de fossés en eau. Elle est fermée de bâtiments divers sur son quart sud-est et à l'est ouverte face au village sur une basse-cour qui garde un beau bâtiment d'écurie du XVIIIe siècle. 
Les trois bâtiments qui bornent la plate-forme en plongeant dans le fossé sont modernes avec réemplois d‘éléments anciens, telle une pierre armoriée marquée de 1607 dans le pignon nord, 
Leur angle sud-ouest est garni d'une tour ronde d’un étage couverte d'un toit à versant unique. Sa cave en cul-de-four percée de trois canonnières est le seul élément ancien de la maison forte. À l'est de la plate-forme, le pont dormant à deux arches traverse le fossé alimenté par une source. Les angles nord-ouest et sud-ouest de l’écurie sont garnis d'une tour carrée et d'une tour ronde qui plongent dans le fossé[réf. souhaitée].

## Valorisation du patrimoine
En 1947, le château reçoit à l’initiative de l’abbé Bart une maison familiale rurale pour former des jeunes filles du milieu rural. L'école deviendra mixte  en 1993. D'importants travaux de rénovation et d'extension se déroulent au début des années 2000 avec notamment la déblaiement des douves, mais aussi la reconstruction et la consolidation des éléments défaillants en réutilisant les matériaux traditionnels (maçonnerie de pierre, charpentes et menuiserie en chêne) puis est ajoutée entre 2009 et 2014, une extension de 510 m².